# Jamnica (Białoruś)
Jamnica (biał. Ямніца; ros. Ямница, pol. hist. Jamnice) – wieś na Białorusi, w obwodzie mohylewskim, w rejonie mohylewskim, w sielsowiecie Wiendaraż.
Do 1917 położona była w Rosji, w guberni mohylewskiej, w powiecie mohylewskim. Następnie w granicach Związku Sowieckiego. Od 1991 w niepodległej Białorusi.